# Xanthoparmelia diffractaica
Xanthoparmelia diffractaica är en lavart som beskrevs av Hale. Xanthoparmelia diffractaica ingår i släktet Xanthoparmelia och familjen Parmeliaceae.   Inga underarter finns listade i Catalogue of Life.